# Píšťský potok
Píšťský potok, polsky nazývaný také Młynówka, je potok v Opavské pahorkatině, který se nachází v okrese Opava v Moravskoslezském kraji v Česku a v okrese Ratiboř ve Slezském vojvodství v Polsku. Je přítokem řeky Cina (Psina) patřící do povodí řeky Odry a úmoří Baltského moře.

## Další informace
Píšťský potok pramení v obci Bělá v okrese Opava, teče přibližně východním směrem a protéká Bělou. Za Bělou se stáčí k jihovýchodo-východu, míjí zleva Priesnitzové koupele, Křesťanský labyrint, Pramen Židlo a Diagnostickou stezku zdraví. Pak protéká přes mokřady u osady Bělský Mlýn, napájí malé rybníky a u osady Pila se se stáčí k severu. Následně se do něj zprava vlévá potok Doubravka, napájí Suchou nádrž a další malé rybníky a v obci Píšť se jeho tok stáčí k východu. Dále protéká Píští, kolem sportovních areálů, pod fotbalovým hřištěm oddílu TJ Slavia Píšť, kolem kostela a Křížové cesty. Za Píští se tok potoka stáčí přibližně k severu a tvoří česko-polskou státní hranici, pak opouští Českou republiku a v Polsku v gmině Krzyżanowice protéká kolem vesnice Bolesław. Nedaleko obce Bieńkowice se vlévá zprava do řeky Cina (polsky Psina). Potok má několik bezejmenných přítoků a v minulosti na něm byly funkční vodní mlýny.

## Galerie

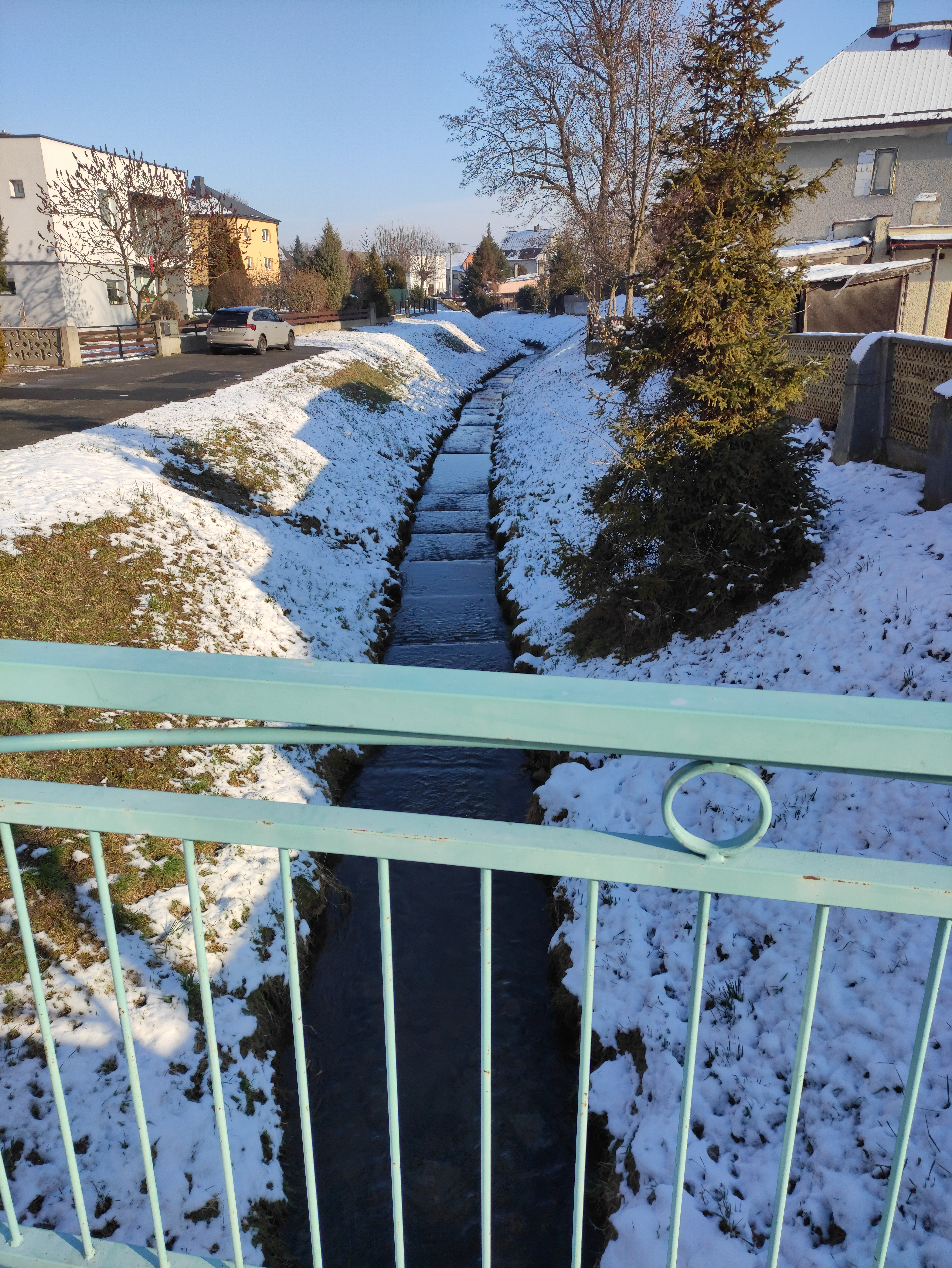
Píšťský potok v Píšti